# Karşıyaka Basket
El Pınar Karşıyaka SK Izmir es el equipo de baloncesto profesional del Karşıyaka Spor Kulübü, en la ciudad de Karşıyaka (provincia de Esmirna), que milita en la Türkiye Basketbol Ligi, máxima categoría del baloncesto turco. disputa sus partidos en el Karşıyaka Arena, con capacidad para 5000 espectadores.

## Posiciones en liga
| Temporada | Nivel | División | Pos. | Copa             | Competiciones europeas            |
| --------- | ----- | -------- | ---- | ---------------- | --------------------------------- |
| 2000–01   | 1     | TBL      | 10º  |                  | Played Saporta Cup                |
| 2001–02   | 1     | TBL      | 6º   |                  |                                   |
| 2002–03   | 1     | TBL      | 5º   |                  | Played FIBA Champions' Cup        |
| 2003–04   | 1     | TBL      | 4º   | Fase de grupos   |                                   |
| 2004–05   | 1     | TBL      | 5º   | Finalista        |                                   |
| 2005–06   | 1     | TBL      | 10º  | Fase de grupos   |                                   |
| 2006–07   | 1     | TBL      | 12º  | Semifinalista    |                                   |
| 2007–08   | 1     | TBL      | 7º   | Cuartos de final |                                   |
| 2008–09   | 1     | TBL      | 9º   | Fase de grupos   |                                   |
| 2009–10   | 1     | TBL      | 6º   | Cuartos de final |                                   |
| 2010–11   | 1     | TBL      | 5º   | Fase de grupos   | EuroChallenge Cuartos de final    |
| 2011–12   | 1     | TBL      | 6º   | Fase de grupos   | EuroChallenge Top 16              |
| 2012–13   | 1     | TBL      | 4º   | Cuartos de final | EuroChallenge Finalista           |
| 2013–14   | 1     | TBL      | 4º   | Campeón          | Eurocup 16avos                    |
| 2014–15   | 1     | TBL      | 1º   | Semifinalista    | Eurocup Cuartos de final          |
| 2015–16   | 1     | BSL      | 6º   | Semifinalista    | Eurocup Octavos de final          |
| 2016–17   | 1     | BSL      | 9º   | Semifinalista    | Champions League Cuartos de final |
| 2017–18   | 1     | BSL      | 10º  |                  | Champions League Cuartos de final |
| 2018–19   | 1     | BSL      | 11º  |                  | FIBA Europa Cup Cuartos de final  |
| 2019–20   | 1     | BSL      | 2º   |                  | FIBA Europa Cup                   |

## Palmarés
- 2 veces campeón de la Türkiye Basketbol Ligi: 1987, 2015
- Campeón de la Copa de Turquía: 2013-14
- 2 veces campeón de la Copa del Presidente: 1987, 2014
- Finalista FIBA EuroChallenge: 2013
- Finalista Liga de Campeones: 2021